# Saho jezik
Saho jezik (sao, shaho, shiho, shoho; ISO 639-3: ssy), istočnokušitski jezik s Roga Afrike, Eritreja i Etiopija, kojim govore pripadnici naroda Saho. Sličan je afarskom jeziku, s kojim čini podskupinu Saho-Afar.
191 000 u Eritreji (2006); 22 800 u Etiopiji (1994 popis), gdje se govori dijalekt irob. Etnička grupa sastoji se od nekoliko manjih skupina: Asa’orta ili Asa-Awurta, Hadu (Hado, Hazu) i Minifere ili Minifre i Irob.

## Vanjske poveznice
- Ethnologue (14th)
- Ethnologue (15th)